# Capella del Roure (Camprodon)
La Capella del Roure és una petita capella de Camprodon (Ripollès). Originàriament era un petit oratori de camí situat a la sortida de la vila en direcció a Molló. Estructurada en una sola nau de planta rectangular i absis semicircular orientat al sud. Les parets portants són de pedra morterada vista amb carreus a les cantonades i emmarcant les obertures. La coberta és de teula àrab a dues vessants i acabada amb un ràfec format per una doble filera de teules.

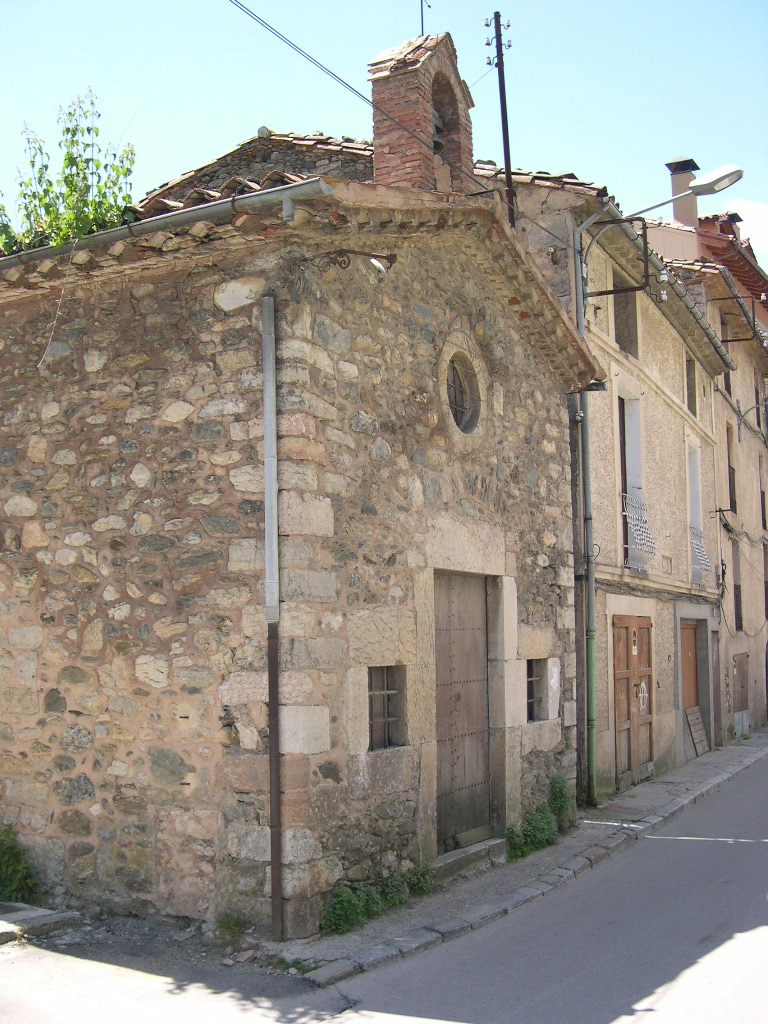
Capella del Roure en la seva primitiva ubicació

A la llinda de la porta principal hi ha cisellat l'any 1851. Alderico de Campa la feu edificar l'any 1477 (possiblement va restaurar una capella romànica del segle xii. L'any 1851, Francesc Xavier de Campa la va modificar molt, deixant-la tal com es troba actualment. A fi de poder ampliar el carrer Freixanet, amb el permís del Bisbat de Vic va ser desmuntada i posteriorment tornada a construir en un turó al costat de la font Llandrius (però orientada aproximadament est-oest). Localització abans del trasllat: carrer Freixenet, 46.